# Squalus hemipinnis
Squalus hemipinnis es una especie de elasmobranquio escualiforme de la familia Squalidae.